# Pedersen-Nunatak
Der Pedersen-Nunatak ist eine 210 m hohe Insel vor der Nordenskjöld-Küste des Grahamlands auf der Antarktischen Halbinsel. Sie wurde auch als Nunatak beschrieben. Sie ist die westlichste Insel in der Gruppe der Robbeninseln und liegt 12 km nordöstlich des Kap Fairweather.
Kartiert wurde der Pedersen-Nunatak 1947 vom Falkland Islands Dependencies Survey, der ihn nach Morten Pedersen benannte, Kapitän des norwegischen Walfängers Castor bei der Walfangexpedition (1893–1894) Carl Anton Larsens.